# Palaí xic
El palaí xic, el llenguado menut (o xic) o la golleta (Buglossidium luteum) és un peix teleosti de la família dels soleids i de l'ordre dels pleuronectiformes.

## Alimentació
Menja crustacis i poliquets.

## Distribució geogràfica
Es troba a les costes de l'Atlàntic Oriental (Islàndia, Escòcia, Mar del Nord, Mar Bàltica) i de la Mediterrània (incloent-hi la mar Adriàtica).